# La Forge
La Forge é uma comuna francesa na região administrativa de Grande Leste, no departamento de Vosges. Estende-se por uma área de 4,72 km². Em 2010 a comuna tinha 536 habitantes (densidade: 113,6 hab./km²).